# Копкол
Копкол (также Хапхал, Хабурха-дере, Коп-Кал; укр. Копкол, крымскотат. Köp Qol, Коп Къол) — маловодная река (балка) в Крыму, на территории Белогорского района, правый приток реки Тонас. Длина водотока 6,2 километра, площадь водосборного бассейна 11,5 км².

## География
Исток реки находится восточнее села Алексеевка, согласно книге Николая Рухлова у горы Куба-Бурун. В верхнем течении участки реки носят названия Хабурха-дере (на картах Хбурха-дере) и Коп-Кал. Родники, питающие речку, маловодны, в средней части долина становится достаточно пологой, поросшей кустарником, с крутым правым склоном, сложенная конгломератом, поверх которого мергелистый чернозём.
У реки, согласно справочнику «Поверхностные водные объекты Крыма», 1 безымянный приток, который у Рухлова назван Енышкал, а на современных картах подписан, как Яр. В долине имеется мощный источник, на карте 1890 года безымянный, у Рухлова — «Джанычка» (дебит на начало XX века 48600 вёдер в сутки), в наше время известный, как «Сартанская Криница». Водоохранная зона Копкола установлена в 50 м. Река впадает в Тонас в 9 километрах от устья, севернее села Головановка.